# Průmyslový rajón
Průmyslový rajón (někdy též region) je rozlohou různě rozsáhlé uskupení průmyslových komplexů, spojené ekonomickými a výrobními svazky, většinou kvalitně provázané dopravní infrastrukturou . Jádry průmyslových rajónů jsou průmyslové uzly a komplexy.
Rozdílné pojetí průmyslového rajónu vysvětluje I. Chardonnet, který vidí průmyslový rajón o úroveň níže než průmyslový komplex. Průmyslovým komplexem rozumí území s vysokým průmyslovým potenciálem, kde je zastoupeno jedno či více průmyslových odvětví. Charakteristická je různorodost firem napojených na klíčové odvětví, které jsou vzájemně propojeny dopravní, obchodní a finanční sítí.